# 戈兰·帕斯卡列维奇
戈兰·帕斯卡列维奇（塞尔维亚语：Горан Паскаљевић；1947年4月22日 - 2020年9月25日）是塞尔维亚和前南斯拉夫的电影导演。

## 生平
戈兰·帕斯卡列维奇出生于贝尔格莱德，父母离婚后，他在塞尔维亚南部的尼什由祖父母抚养。十四年后，他回到贝尔格莱德，与继父一起在南斯拉夫电影资料馆工作。
帕斯卡列维奇毕业于著名的布拉格表演艺术学院电影和电视学院。回到南斯拉夫后，他拍摄了大约30部纪录片和16部故事片，在多个国际电影节（如戛纳、柏林、威尼斯、多伦多和圣塞巴斯蒂安）放映并获得好评。南斯拉夫解体期间民族主义的兴起迫使他于1992年离开自己的国家。
1998年他回到南斯拉夫制作《火药桶》，该片获得了威尼斯电影节和欧洲电影奖的费比西奖。2001年，《综艺》将他评为年度世界前五名导演之一。纽约现代艺术博物馆于2008年1月对他的作品进行了全面回顾。2010年7月，BFI南岸（伦敦）组织了一次对他的16部故事片的全面回顾，同时出版了一本关于他的作品的专著。
帕斯卡列维奇生活在贝尔格莱德和法国巴黎之间，他同时拥有塞尔维亚和法国公民身份。自2008年起，他被任命为法国艺术与文学勋章的官员。
他于2020年9月25日在巴黎去世。

## 作品
- 1976年 《冬日里的海岸警卫》
- 1977年 《爱上火车的狗》
- 1979年 《光阴似箭》
- 1980年 《特别治疗》
- 1982年 《黄昏时分》
- 1984年 《1968年困惑的夏天》
- 1987年 《守护天使》
- 1989年 《奇迹年代》
- 1992年 《阿根廷探戈》
- 1995年 《别人的美国》
- 1998年 《火药桶》
- 2001年 《哈里如何变成一棵树》
- 2004年 《仲冬夜之梦》
- 2006年 《乐天派》
- 2009年 《蜜月勿越》
- 2012年 《黎明之时》
- 2016年 《天地不仁》
- 2020年 《纵然起雾》